# イングリッド・ラグンヴァルツドッテル
イングリッド・ラグンヴァルツドッテル（スウェーデン語：Ingrid Ragnvaldsdotter, 古ノルド語：Ingiríðr Rögnvaldsdóttir, ノルウェー語：Ingerid Ragnvaldsdatter, 1100/10年 - 1161年以降）は、スウェーデン王女でノルウェー王ハーラル4世の王妃。その4度の結婚で生まれた子供たちはスウェーデンおよびノルウェーの歴史において重要な役割を果たした。

## 生涯
イングリッドは1100年から1110年の間に生まれた。母親については名前も出自も不明である。父ラグンヴァルドはスウェーデン王インゲ1世の知られている唯一の息子で継承者であったが、スウェーデン王位につくことなく父インゲ1世に先立って死去した。
イングリッドは最初にデンマーク王スヴェン2世の庶子スヴェン・トロンクレーヴァーの息子ヘンリク・スヴェンソンと結婚した。スヴェン・トロンクレーヴァーはデンマーク王位を主張したが、王に選ばれる直前に死去した。一方、ヘンリクは体が不自由で、王位継承者候補とは見なされなかった。しかし、ヘンリクは頻繁に陰謀を企て、多くの敵をつくった。イングリッドとヘンリクの間には、後にスウェーデン王となったマグヌス2世を含む3人の息子が知られている。イングリッドは、息子マグヌスがスウェーデン王位を獲得するために陰謀を企てたことが知られており、イングリッドはそれを父から正当に継承されるべきものと考えていた。伝えられるところによると、イングリッドは息子マグヌスに、スウェーデン王スヴェルケル1世を殺害するために人を雇うよう提案した。ヘンリクは1134年6月4日にスコーネのヴェリング近くで行われたフォテヴィクの戦いにおいて戦死した。
イングリッドはそれからまもなくしてノルウェー王ハーラル4世と再婚した。この結婚で、イングリッドは後にノルウェー王となるインゲ1世を産んだ。ハーラル4世が1136年に死去した時、イングリッドは息子インゲ1世と継子のシグル2世を共同統治者とし、簒奪者シグル・スレンベとの戦いにおいて重要な役割を果たした。イングリッドは息子インゲ1世の治世において息子の重要な助言者であり続けた。
イングリッドの3番目の夫は、ノルウェーの有力貴族オッタル・ビルティングであったが、オッタルは1140年代にニーダロスにおいて殺害された。
3度目の夫の死後、4度目の結婚の前にイングリッドはイヴァル・スネイスという人物との間にオルム・イヴァルソンという庶子を産んでいる。
イングリッドは最後にノルウェーの有力貴族アルネ・イヴァルソン・アヴ・ストールハイム（Árni Ívarsson á Stoðreimi）と結婚し、4子を産んだ。アルネ・イヴァルソンは「Kongsmåg」（王の義父）と呼ばれた。
息子インゲ1世の助言者として、イングリッドはノルウェー内乱初期の多くの出来事において重要な役割を果たした。1161年2月3日にインゲ1世は軍を率いてホーコン2世との戦いに臨んだが、敗北を喫し戦死した。『ヘイムスクリングラ』においてイングリッドが最後に登場するのは、イングリッドとその夫がデンマークに亡命するためノルウェーを離れる時である。

## 名前について
イングリッドの名前は、現代のスカンディナヴィア語や英語のさまざまなスペルで綴られる。本来の名は古ノルド語の「Ingiríðr」で、IngridまたはIngeridと綴られる。また、父称は古ノルド語の「Rögnvaldsdóttir」で、Ragnvaldsdotter、Ragvaldsdotter、またはRagnvaldsdatterと綴られる。

## 子女
ヘンリク・スヴェンソンとの間の子女
- マグヌス2世（1130年頃 - 1161年） - スウェーデン王（1160年 - 1161年）
- ヤール・ラグンヴァルド・ヘンリクソン - マグヌス2世の治世下でスウェーデンのヤールをつとめた
- ブリッツ・ヘンリクソン（1130年 - 1167年） - ユトランド伯、1166年にヴィンツェンブルク伯ヘルマン2世の娘と結婚した。1167年に殺害された。

ノルウェー王ハーラル4世との間の子女
- インゲ1世（1135年 - 1161年） - ノルウェー王（1136年 - 1161年）

イヴァル・スネイスとの間の庶子
- オルム・イヴァルソン - ノルウェー王マグヌス5世の治世下における卓越した指導者であり、エーリング・スカッケの死後、王の側近として権力を握った。

アルネ・イヴァルソンとの間の子女
- フィリップ
- ニコラス・アルネソン - オスロ司教
- インゲ・アルネソン
- マルグレーテ・アルネスドッテル - ノルウェー王位僭称者フィリップ・シモンソンの母